# مسجد ابوحنیفه
مسجد ابوحنیفه(به عربی: مسجد أبو حنيفة یا مسجد أبي حنيفة) که به مسجد امام اعظم (به عربی: جامع الإمام الأعظم) نیز شهرت دارد و از مساجد مهم مسلمانان اهل سنت است. این مسجد در اعظمیه بغداد است.
این مسجد مدفن ابوحنیفه نعمان بن ثابت است از این رو به به مسجد ابوحنیفه مشهور گشته است.